# Lisa Röger
Gertrud Elisabet (Lisa) Röger, gift Niemetscheck, född 20 maj 1904 i Nederluleå församling, död 27 juli 1984 i Luleå, var en svensk friidrottare (sprinter och längdhoppare) och folkskollärare. Hon tävlade för klubben IFK Luleå.

## Biografi
Röger föddes i Svartöstaden och arbetade som lärare där och i Haparanda. Hon var på 1920- och 1930-talen en framgångsrik idrottare, först som skidlöpare och sedan som friidrottare: Vid SM i friidrott i Jönköping 1931 tog hon tre guldmedaljer och satte svenskt rekord i löpning 80 meter. På grund av en benskada tvingades hon sluta med friidrott, och gick i stället över till tennis och orientering. Hon tilldelades bland annat skidskyttemärket i guld, Stora grabbars märke och flera elitmärken i gymnastik – elitmärket i simning tog hon som 69-åring.